# Гастмер
Гастмер (нід. Gaastmeer) — село в нідерландській провінції Фрисландія. Входить до муніципалітету Південно-Західна Фрисландія.
Його площа становить 6,69км², а населення станом на 2021 рік складало 280 осіб.
Перша згадка про населений пункт датується 1245 роком.

## Галерея

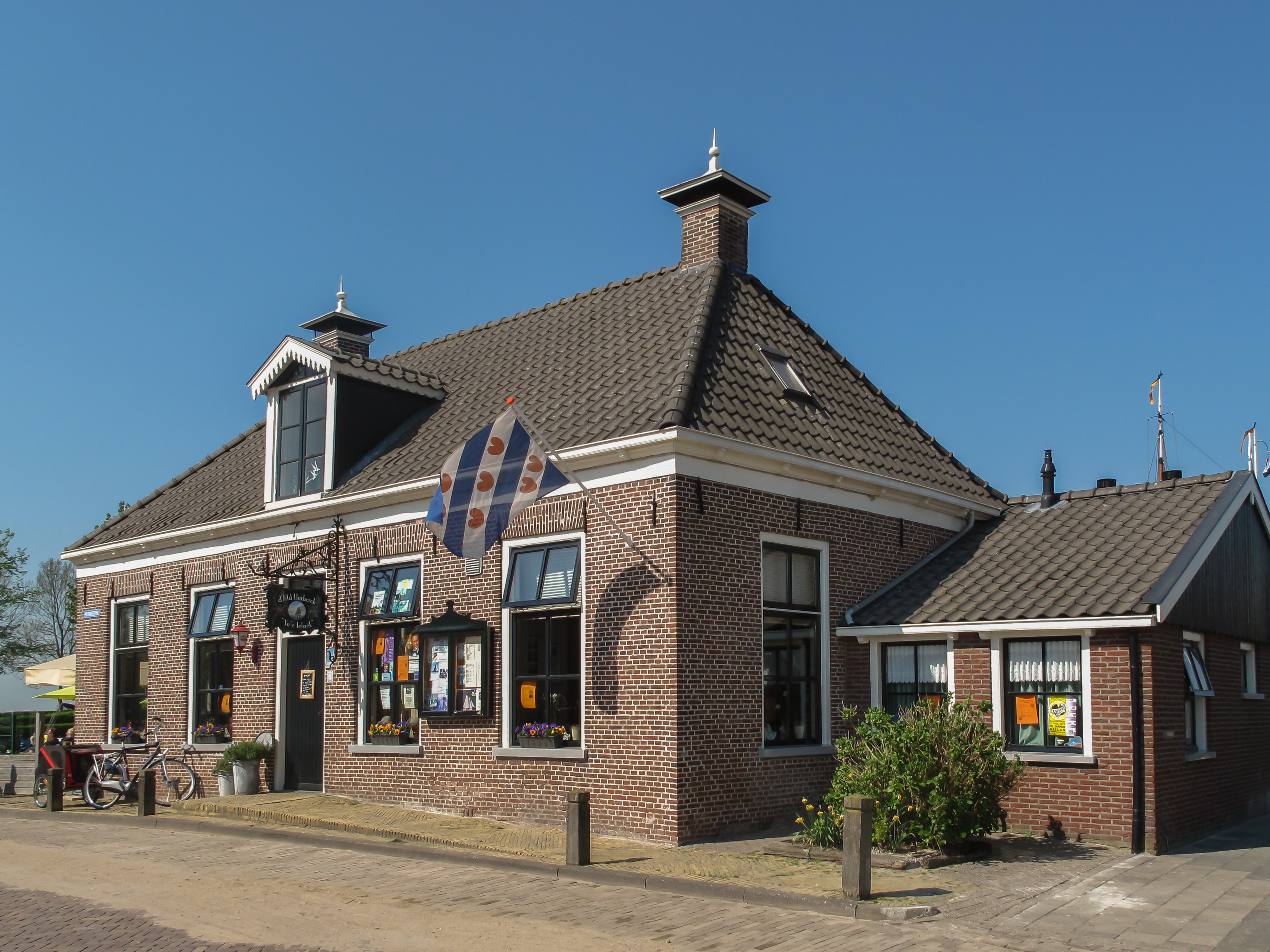
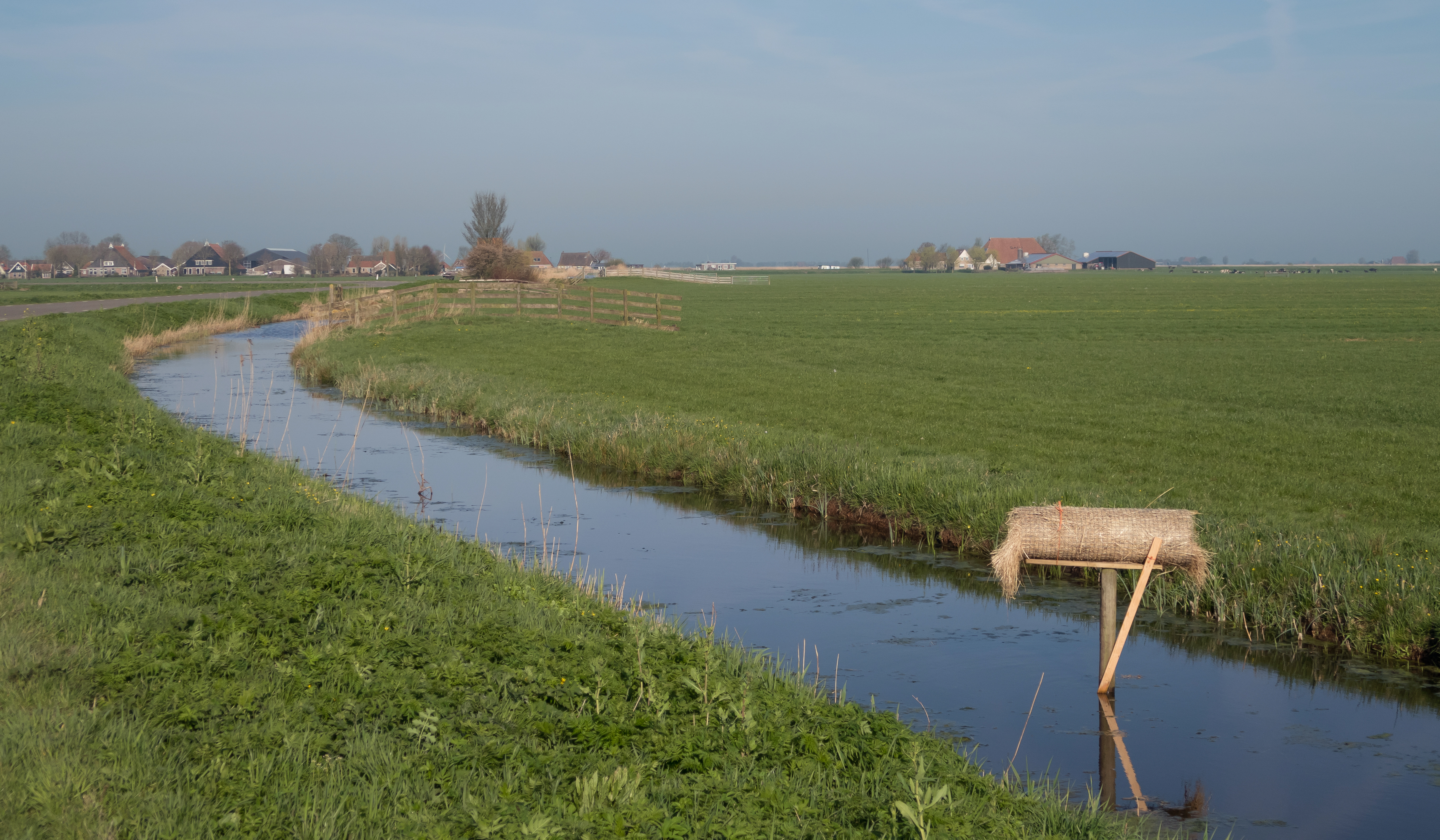